# Онтогенія мінералів
Онтогенія мінералів — розділ генетичної мінералогії, який вивчає генезис мінеральних індивідів і їх агрегатів. Термін спочатку запозичений з біології (історія індивідуального розвитку) і вперше введений професором Д. П. Григорьєвим в монографії «Онтогенія мінералів» (1961).